# Gia Luật Sở Tài

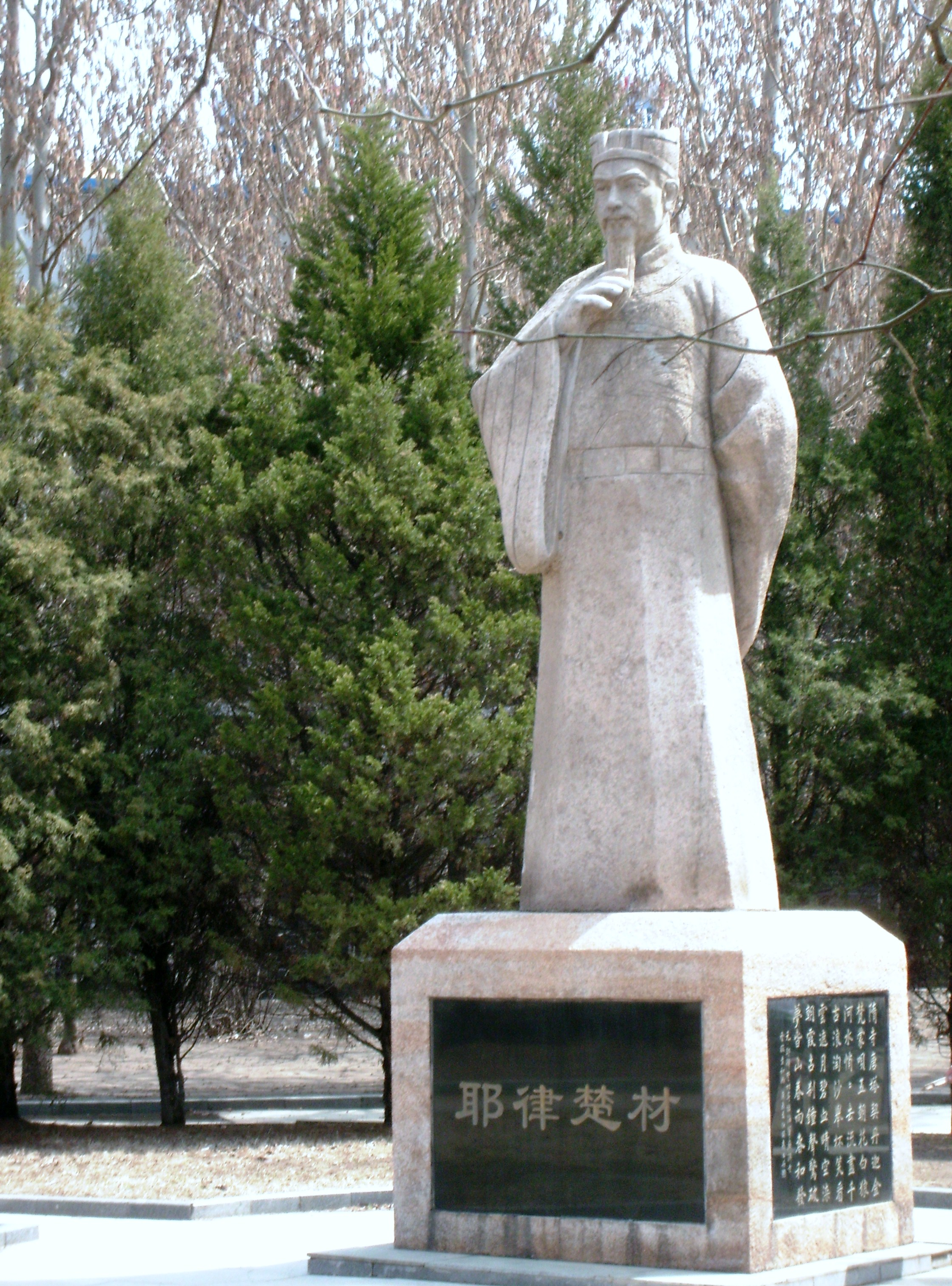
Một bức tượng của Gia Luật Sở Tài tại công viên Guta ở Cẩm Châu, Liêu Ninh

Gia Luật Sở Tài (Chữ Hán: 耶律楚材, 1190 – 1244), tự Tấn Khanh (晉卿), hiệu Trạm Nhiên cư sĩ (湛然居士), còn có hiệu khác là Ngọc Tuyền lão nhân (玉泉老人), là tướng lĩnh, đại thần Mông Cổ dưới thời Thành Cát Tư Hãn. Ông sinh tại Yên Kinh (nay là Bắc Kinh). Tên của ông được đặt dựa vào một câu viết trong Tả Truyện và người đời sau còn gọi ông là Gia Luật Sở Tài, có nghĩa là người có tài của nước Sở nhưng được nước Tấn tin dùng.

## Tiểu sử
Ông là cháu tám đời của quốc vương nước Đông Đan là Gia Luật Bội. Năm ông lên 3 tuổi thì cha mất, ông được mẹ là Dương thị chăm sóc, dạy dỗ thành người. Ông học hành chăm chỉ nên đã đỗ Giáp khoa Tiến sĩ. Nước Kim bị quân Mông Cổ tấn công, vua Kim chạy về phía nam, Gia Luật bị chấn động, thất vọng và tìm đường đến với đạo Phật, ông đã từng trú ở chùa Báo Ân ba năm khi Bắc Kinh có hỗn loạn xảy ra, quan quân lộn xộn. Lúc đó, chùa Báo Ân do Thiền sư Vạn Tùng Hành Tú (tông Tào Động) trụ trì, ông từng học Phật Pháp và tham Thiền với vị này và ngộ đạo, được ngài ấn khả. Trong cuốn Thiền Quan Sách Tấn (tác giả: Thiền sư Hư Vân, hòa thượng Thích Thanh Từ dịch) có kể lại câu chuyện ngộ đạo của ông như sau: 
Thừa tướng Di Thích Sở Tài đến tham học với Vạn Tùng Lão nhân. Ông bỏ hết việc nhà bế cửa thất không tiếp khách. Dù những khi giá lạnh, nóng bức, không ngày nào ông dừng nghỉ tham cứu. Đêm đến, ông thắp đèn sáng kế tiếp mặt trời để bỏ ngủ. Ban ngày thì ông quên ăn. Như vậy, suốt ba năm, ông mới được ấn chứng.
Sau khi rời khỏi chùa, ông viết tám chữ:" Lấy Nho trị nước, lấy Phật trị tâm ".

## Binh nghiệp
Vào năm 1214, Thành Cát Tư Hãn đang tìm cách để thu phục nhân tài và có nghe người ta nói về Gia Luật Sở Tài. Gia Luật Sở Tài nguyên là dòng dõi hoàng tộc Khiết Đan nhà Liêu, có học thức uyên bác, học được tri thức Nho, Đạo, Phật của người Hán. Thành Cát Tư Hãn ra lệnh cho quân sĩ mời bằng được Gia Luật về triều kiến và sau khi đi hàng ngàn dặm đường, tháng 6 năm 1218, Gia Luật đã đến tiếp kiến Thành Cát Tư Hãn. Gia Luật đã sớm nhận biết được dân tộc Mông Cổ đang trên đà phát triển nên ông quyết tâm qua Mông Cổ để thực hiện lý tưởng của mình. Sự gặp mặt này đã có ảnh hưởng lớn đến công cuộc xây dựng triều đại Mông - Nguyên.
Khi gặp mặt Gia Luật, thấy ông có dáng người cao, tai vuông, mắt sáng ngời, tiếng sang sảng, râu dài đến ngực, Thành Cát Tư Hãn đã đặt ngay tên cho ông là "Ông râu dài". Sau khi đàm đạo với Gia Luật khá lâu, Thành Cát Tư Hãn đã bộc bạch, ý rằng muốn đánh đuổi vua Kim Tuyên Tông để chiếm trọn thành Bắc Kinh để báo thù cho người Khiết Đan. Nhưng Gia Luật thành thực trả lời rằng cha ông và ông đều làm quan cho vua Kim, lẽ nào Gia Luật lại dám phản nghịch thù địch lại cha và vua. Nghe câu này, Thành Cát Tư Hãn không khó chịu mà còn đánh giá ông là người có nghĩa, trung thực, mà lại đang có lòng hướng về Mông Cổ với mình nên Thành Cát Tư Hãn đã quyết định giữ Gia Luật lại làm mưu sĩ.
Gia Luật đã đi theo đại hãn hầu cận, nhưng do Thành Cát Tư Hãn vẫn đang có ý cảnh giác, đề phòng những thuộc hạ không phải người Mông Cổ nên trên đường đi chinh phạt phía Tây, Gia Luật mới chỉ như một người làm thơ và thầy bói chiêm tinh. Điều làm ông cảm thấy thất vọng là ông không có cách nào để ngăn cản những hành động tàn bạo dã man trái với tư tưởng nhân nghĩa Nho gia và địa vị đại hãn xếp cho ông vẫn chưa xứng với tài năng.
Nhưng sau một thời gian dài và nhiều lần thăm dò, Thành Cát Tư Hãn đã tin tưởng hơn vào Gia Luật, nên đã để ông làm Tể phụ cho con trai thứ ba của mình. Căn cứ vào chiến tích, người con thứ ba đã lên ngôi thay Thành Cát Tư Hãn khi ông này chết. Oa Khoát Đài, vị đại hãn mới này khác  cha, 13 năm trên ngôi đại hãn không chỉ đi chinh phạt mà còn có ý thức xây dựng một xã hội thái bình, yên ổn.
Năm 1232, một đại tướng Mông Cổ tấn công kinh đô Biện Kinh của triều Kim và quân Mông Cổ đã bị người Kim chống trả ác liệt, khiến tướng sĩ Mông Cổ chết nhiều, vị đại tướng này đã đề nghị Nguyên Thái Tông (tức Oa Khoát Đài) làm cỏ kinh thành Biện Kinh để trả thù cho quân sĩ. Thái Tông ban đầu cũng đồng tình theo ý của viên tướng này nhưng Gia Luật đã dùng lý lẽ can gián liên tiếp và Thái Tông nghe ra, cuối cùng chỉ cho giết những người là tay chân của vua Kim. Sự can gián của Gia Luật đã cứu sống hơn một triệu rưỡi dân vô tội trong thành Biện Kinh.
Vào thời Oa khoát đài, Gia Luật đã được đại hãn tín nhiệm, ông đem hết tài trí báo đáp. Thành tựu mà Oa khoát đài có được đã vượt qua những nhà thống trị mà không phải là người Hán khác. Oa khoát đài làm đại hãn được 13 năm thì qua đời. Hãn Đại phi Thoát Liệt Ca Na lên nắm quyền, tin vào một tên thương gia người Tây Vực là Ahmad Fanakati cấp cho hắn một giấy khống chỉ. Gia Luật can gián và hoàng hậu hạ lệnh: Ai dám can sẽ bị chặt tay. Nhưng ông nhất định không chấp thuận ...Tôi chết thì chết cũng không sợ, huống chi chặt cánh tay... Thoát Liệt Ca Na không dám động thủ. Lúc bấy giờ Gia Luật tuổi cũng đã cao, mang nhiều bệnh, phu nhân mới qua đời, việc nước việc nhà càng làm ông phiền muộn hơn. Năm 1244, Gia Luật Sở Tài đã ôm hận qua đời, hưởng thọ 55 tuổi.
Năm 1330, thời vua Nguyên Văn Tông, triều đình Mông Cổ truy phong ông làm Thái Sư, Thượng trụ quốc, Quảng Ninh Vương, thụy Văn Chính.

## Tiểu thuyết hoá
Gia Luật Sở Tài được tiểu thuyết hoá trở thành một nhân vật trong truyện Anh hùng xạ điêu và Thần điêu hiệp lữ của Kim Dung.
Trong truyện Anh hùng xạ điêu ông chỉ xuất hiện một đoạn rất ngắn khi làm phiên dịch cho Khưu Xử Cơ và Thành Cát Tư Hãn, còn trong Thần điêu hiệp lữ là khi ông đến Nam Tống gặp con trai mình là Gia Luật Tề và bị Hoàn Nhan Bình tấn công.